# Akumaki
El akumaki es una confección original de estilo japonés, que se hace en la prefectura de Kagoshima, la prefectura Miyazaki y la prefectura de Kumamoto 
durante el festival del niño el 5 de mayo.

## Creación
Una piel de bambú empapada en lejía durante la noche se utiliza para envolver el arroz glutinoso mojado en la misma forma. El akumaki es un pastel de arroz, pero no es pegajoso y si pasa el tiempo, sigue siendo suave.

## Forma de comida
El akumaki no tiene sabor. La mejor forma de comerlo es con azúcar mezclada y harina de soja tostada (kinako) con un poco de sal o sumergiéndolo en miel. Si se come sin nada, su sabor es amargo. Sin embargo, si se come con mucha azúcar y kinako, su sabor amargo pasa a ser bueno. Y es su único sabor. Por eso, puede que tenga que acostumbrarse.

## Pasado y presente
Se dice que el akumaki comenzó como la provisión de larga vida del samurai durante la Batalla de Sekigahara (1600) o la invasión japonesa de Corea (1592-1598). Además, Saigo Takamori (1821-1877, el héroe nacional de Kagoshima), tomó akumaki como alimento no perecedero para el campo de batalla durante la Rebelión de Satsuma (1877). El akumaki se hizo popular en el norte de la prefectura de Miyazaki y la prefectura de Kumamoto, debido a la rebelión. A pesar de que tiene mucha agua, se mantiene su calidad. Se puede conservar durante una semana a temperatura normal, durante unas dos semanas en el refrigerador y también puede congelarse. Desde el punto de vista de la transferencia y la higiene, el akumaki envasado al vacío se puede encontrar en muchos lugares como recuerdo. No se vende en general, porque por lo general es un dulce hecho en casa. Por lo tanto, era difícil de conseguir a menos que haya una oportunidad especial. Recientemente, desde la apertura de la línea de tren del Kyushu Shinkansen, el akumaki ha atraído una considerable atención como comida lenta. El akumaki se vende en el hotel de Kagoshima, en la Roadside Station (Michi no eki), a través de internet y en los supermercados en toda la prefectura de Kagoshima.